# Olof Lindeman

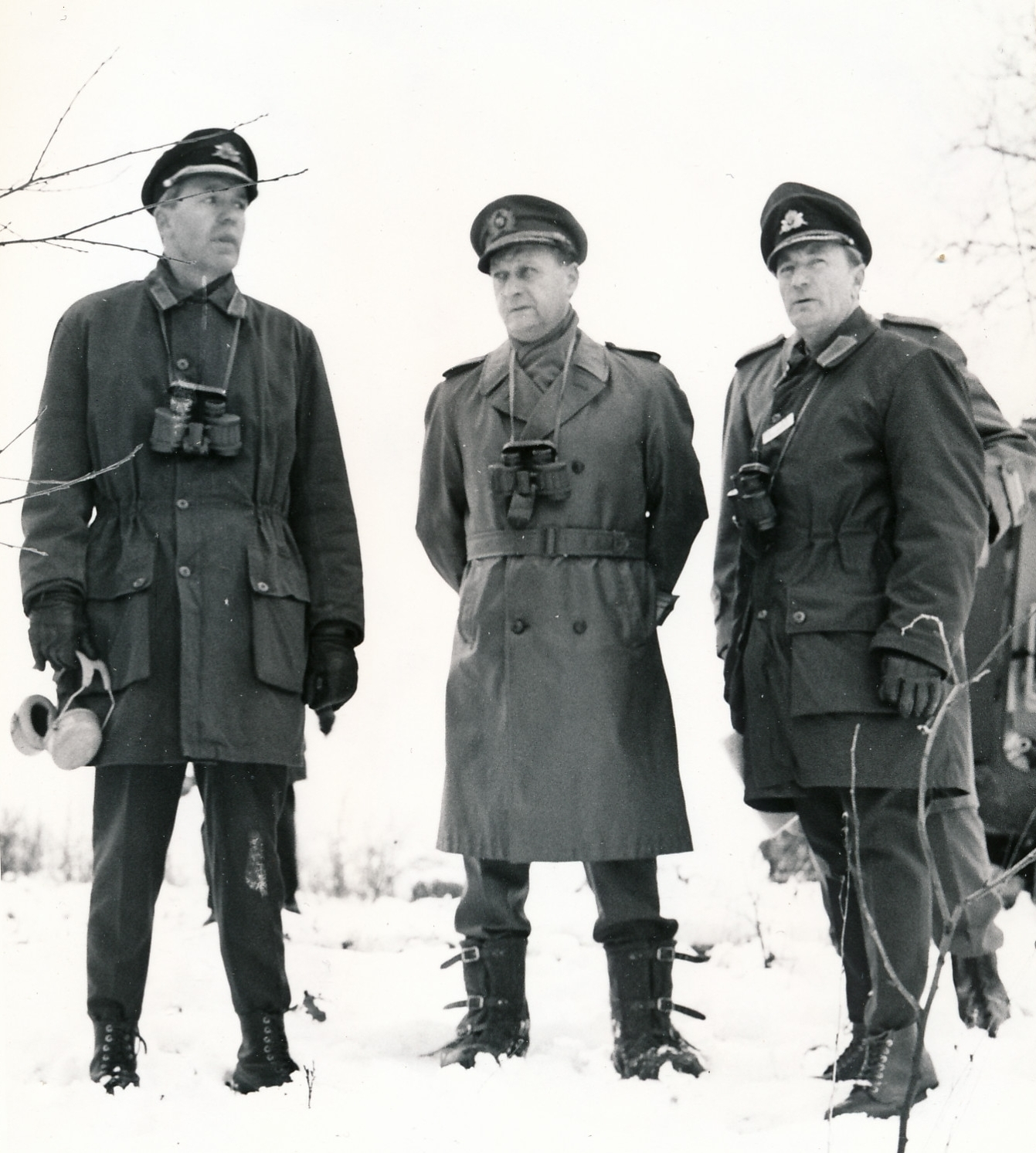
Lindeman med överste Kjell Nordström (vänster) och överste Stig Colliander (höger) i Sverige (1970)

Carl Olof Lindeman, född 4 september 1911 i Helsingfors, död 26 oktober 1990 i Åbo, var en finländsk militär. 
Lindeman utexaminerades 1933 från Kadettskolan och studerade 1956–1958 vid Krigshögskolan. Han deltog i vinter- och fortsättningskriget i olika befattningar och i Lapplandskriget som chef för Jägarbrigadens andra bataljon. Efter kriget var han Gustaf Mannerheims adjutant från 1946 ända till marskalkens död 1951. Åren 1958–1965 var han kommendör för Nylands brigad och 1966 för 2. Divisionen, som då omorganiserades till Egentliga Finlands militärlän, vars kommendör han var till 1971, med generallöjtnants grad från 1969.